# Бадеда
Бадеда́ — селище в Еритреї, адміністративно належить до району Ареета регіону Дебубаві-Кей-Бахрі.

## Географія
Селище розташоване на піщаному березі Червоного моря, в одній з його бухт на неширокому півострові, що на 9 км вдається у води моря.
Селище розкидане по берегу моря завдовжки до 1 км, при цьому вулиць не має. Утворене з трьох мікрорайонів.
| Прапор Еритреї | Це незавершена стаття про Еритрею. Ви можете допомогти проєкту, виправивши або дописавши її. |